# Heilige Dreifaltigkeit (Unterfahlheim)

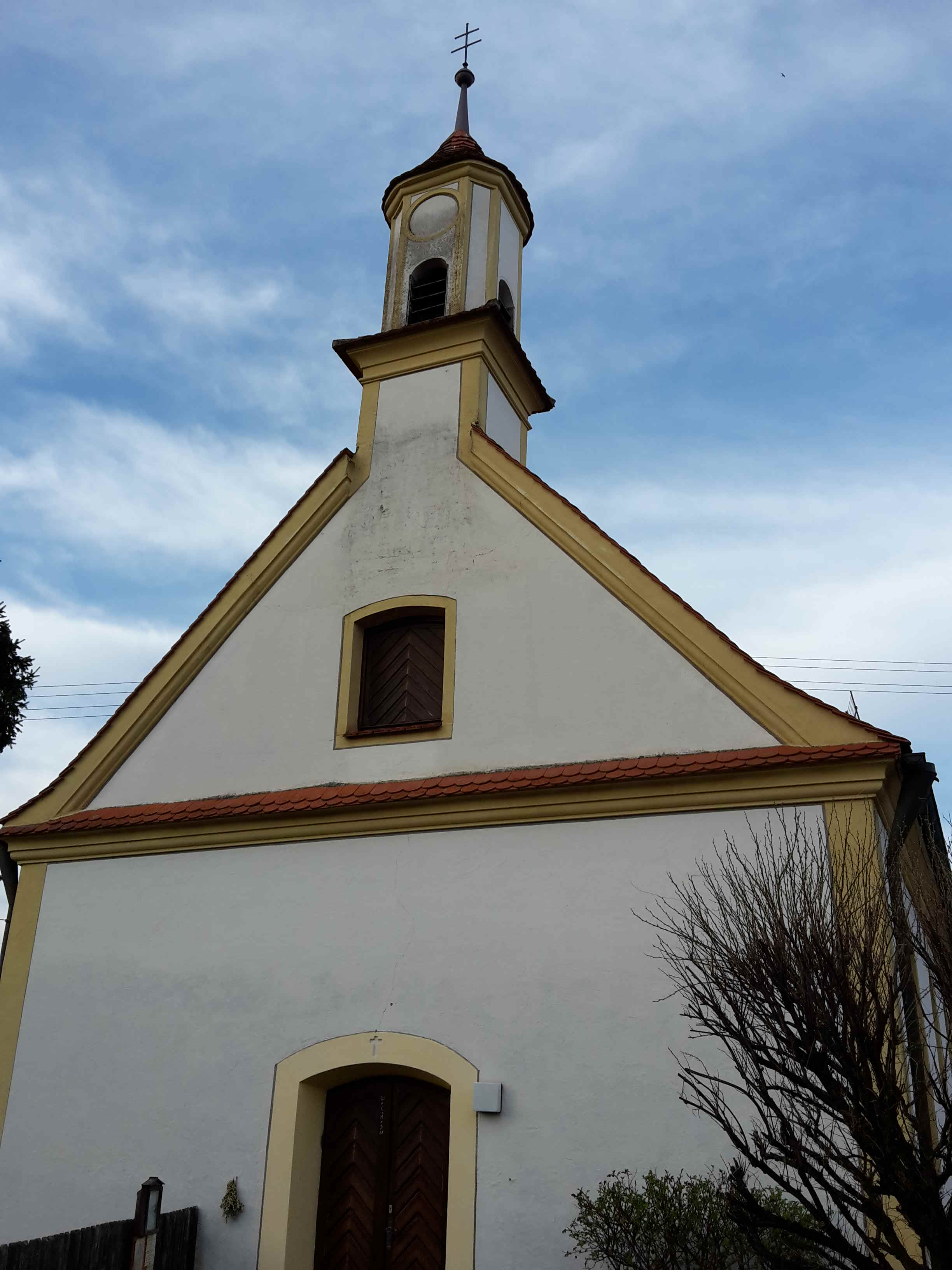
Heilige Dreifaltigkeit in Unterfahlheim

Die römisch-katholische Filialkirche Heilige Dreifaltigkeit steht in Unterfahlheim, einem Gemeindeteil von Nersingen im schwäbischen Landkreis Neu-Ulm in Bayern. Das Bauwerk ist in der Liste der Baudenkmäler in Nersingen als Baudenkmal unter der Nr. D-7-75-134-18 eingetragen.

## Beschreibung
Die Saalkirche wurde 1754 als Ersatz für eine außerhalb des Ortes liegende Feldkapelle erbaut. Sie besteht aus einem Langhaus und einem eingezogenen, halbrund geschlossenen Chor im Nordosten. Über dem Giebel der Fassade im Südwesten erhebt sich ein quadratischer Giebelreiter, dessen Obergeschoss mit abgeschrägten Ecken den Glockenstuhl beherbergt, auf dem eine Haube sitzt. Der Innenraum des Langhauses ist mit einer Flachdecke überspannt. Auf der Deckenmalerei ist Johannes der Täufer dargestellt. Das Altarretabel und der Kreuzweg wurden von Joseph Wannenmacher gestaltet. Eine Pietà und eine Statue des Erzengels Michael werden dem Umkreis von Ferdinand Luidl zugerechnet.